# Proiezione stereografica

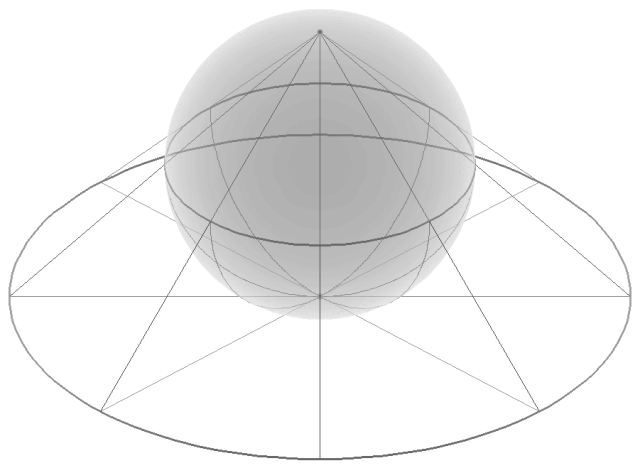
Proiezione stereografica

La proiezione stereografica con l'indicatore di deformazione di Tissot

In geometria e in cartografia per proiezione stereografica si intende la proiezione dei punti sulla superficie di una sfera da un punto N della sfera stessa (che spesso viene chiamato polo Nord della sfera) sopra un piano che è, solitamente, o il piano equatoriale, o il tangente alla sfera nel suo punto (antipodale ad N) chiamato S, polo Sud.
Questa proiezione determina una corrispondenza biunivoca tra i punti della sfera privata di N e i punti del piano. Questa può estendersi ad una corrispondenza biunivoca tra punti della sfera e i punti del piano ampliato con un punto all'infinito: basta far corrispondere a questo il polo Nord.
Questa proiezione associa alle circonferenze ottenute intersecando la sfera con piani paralleli a quello tangente in S delle circonferenze del piano aventi centro in S. Unico punto fisso della proiezione è S, punto limite delle circonferenze precedenti.
In cartografia una proiezione stereografica della Terra è detta polare, equatoriale o obliqua in funzione della scelta del punto di proiezione (un polo, un punto sull'equatore, o altrove).

## Definizione

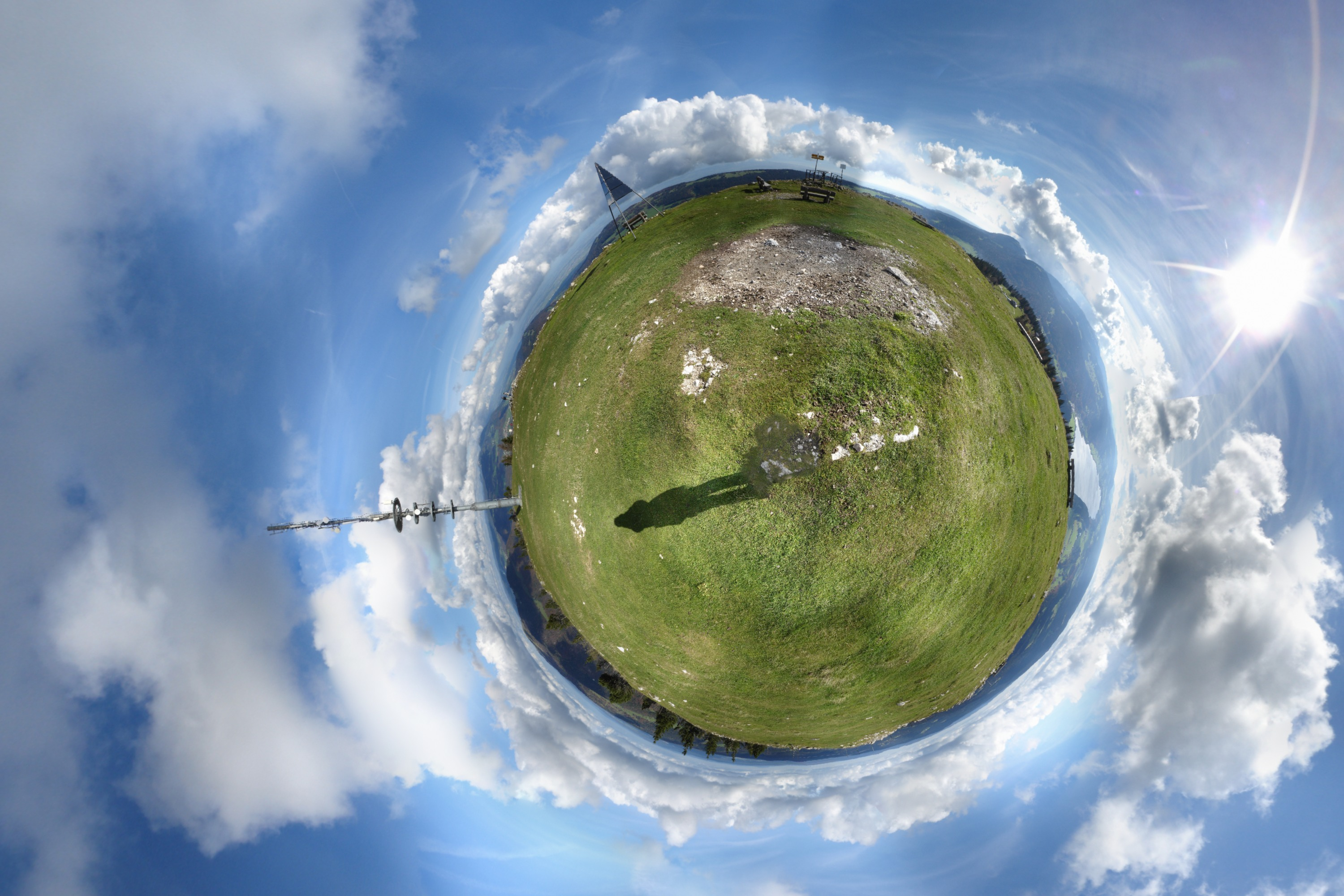
Panorama con proiezione stereografica della cima Dent de Vaulion nel Canton Vaud, Svizzera

La sfera unitaria nello spazio tridimensionale {\displaystyle \mathbb {R} ^{3}} è l'insieme dei punti {\displaystyle (x,y,z)} tali che {\displaystyle x^{2}+y^{2}+z^{2}=1}. Sia {\displaystyle N=(0,0,1)} il "polo nord", e sia {\displaystyle M} il resto della sfera. Il piano {\displaystyle z=0} passa per il centro della sfera; "l'equatore" è l'intersezione della sfera con questo piano.
Per ogni punto {\displaystyle P} su {\displaystyle M}, esiste un'unica retta passante per {\displaystyle N} e {\displaystyle P}, e questa retta interseca il piano {\displaystyle z=0} in un unico punto {\displaystyle P'}. Si dice proiezione stereografica di {\displaystyle P} questo punto {\displaystyle P'} nel piano.
Esprimiamo la proiezione stereografica in formule esplicite. In coordinate cartesiane {\displaystyle P=(x,y,z)} sulla sfera e {\displaystyle P'=(X,Y)} sul piano, la proiezione e la sua inversa sono date dalle formule
{\displaystyle (X,Y)=\left({\frac {x}{1-z}},{\frac {y}{1-z}}\right),}
{\displaystyle (x,y,z)=\left({\frac {2X}{1+X^{2}+Y^{2}}},{\frac {2Y}{1+X^{2}+Y^{2}}},{\frac {-1+X^{2}+Y^{2}}{1+X^{2}+Y^{2}}}\right).}

## Proprietà
Ipparco di Nicea mostrò che la proiezione stereografica è una proiezione conforme (mantiene gli angoli, cioè ha modulo di deformazione lineare costante e modulo di deformazione angolare nullo) e che l'immagine di una circonferenza può essere solo una retta o una circonferenza.